# Венгрия на зимних Олимпийских играх 2014
Венгрия принимала участие в зимних Олимпийских играх 2014 года, которые проходили в Сочи с 7 по 23 февраля. На девятой зимней Олимпиаде подряд венгры остались без наград, последний раз они завоёвывали медали в 1980 году в Лейк-Плэсиде.

## Состав и результаты

### Биатлон
Мужчины
| Соревнование         | Спортсмены   | Стрельба          | Время     | Место |
| -------------------- | ------------ | ----------------- | --------- | ----- |
| Спринт               | Карой Гомбош | 1 (0 + 1)         | 28:04,3   | 79    |
| Индивидуальная гонка | Карой Гомбош | 8 (0 + 4 + 1 + 3) | 1:05:16,7 | 88    |

Женщины
| Соревнование         | Спортсмены | Стрельба          | Время   | Место |
| -------------------- | ---------- | ----------------- | ------- | ----- |
| Спринт               | Эмёке Сёч  | 2 (0 + 2)         | 24:15,4 | 70    |
| Индивидуальная гонка | Эмёке Сёч  | 6 (1 + 1 + 1 + 3) | 54:12,3 | 70    |

### Горнолыжный спорт
Мужчины
| Соревнование      | Спортсмены     | Скоростной спуск/ 1 спуск | Скоростной спуск/ 1 спуск | Слалом/ 2 спуск | Слалом/ 2 спуск | Всего | Место |
| Соревнование      | Спортсмены     | Время                     | Место                     | Время           | Место           | Всего | Место |
| ----------------- | -------------- | ------------------------- | ------------------------- | --------------- | --------------- | ----- | ----- |
| Гигантский слалом | Норберт Фаркаш |                           |                           |                 |                 |       |       |
| Слалом            | Норберт Фаркаш |                           |                           |                 |                 |       |       |

Женщины
| Соревнование      | Спортсмены  | Скоростной спуск/ 1 спуск | Скоростной спуск/ 1 спуск | Слалом/ 2 спуск | Слалом/ 2 спуск | Всего   | Место |
| Соревнование      | Спортсмены  | Время                     | Место                     | Время           | Место           | Всего   | Место |
| ----------------- | ----------- | ------------------------- | ------------------------- | --------------- | --------------- | ------- | ----- |
| Скоростной спуск  | Анна Берец  |                           |                           |                 |                 |         |       |
| Скоростной спуск  | Эдит Миклош |                           |                           |                 |                 |         |       |
| Суперкомбинация   | Анна Берец  |                           |                           |                 |                 |         |       |
| Суперкомбинация   | Эдит Миклош |                           |                           |                 |                 |         |       |
| Супергигант       | Анна Берец  |                           |                           |                 |                 |         |       |
| Супергигант       | Эдит Миклош |                           |                           |                 |                 |         |       |
| Гигантский слалом | Анна Берец  | 1:26,96                   | 53                        | 1:27,09         | 48              | 2:54,05 | 48    |
| Гигантский слалом | Эдит Миклош | 1:24,40                   | 41                        | 1:22,19         | 33              | 2:46,59 | 34    |
| Слалом            | Анна Берец  | 1:03,28                   | 44                        | 1:01,64         | 38              | 2:04,92 | 35    |

### Конькобежный спорт
Мужчины
Индивидуальные гонки
| Соревнование | Спортсмены  | 1 забег   | 1 забег | 2 забег   | 2 забег | Результат | Место |
| Соревнование | Спортсмены  | Результат | Место   | Результат | Место   | Результат | Место |
| ------------ | ----------- | --------- | ------- | --------- | ------- | --------- | ----- |
| 1500 метров  | Конрад Надь |           |         |           |         |           |       |

### Лыжные гонки
Мужчины
Дистанционные гонки
| Соревнование              | Спортсмены | Результат | Место |
| ------------------------- | ---------- | --------- | ----- |
| 15 км классическим стилем | Милан Сабо |           |       |

Спринт
| Соревнование | Спортсмены | Квалификация | Квалификация | Четвертьфинал | Четвертьфинал | Полуфинал | Полуфинал | Финал     | Финал | Итоговое место |
| Соревнование | Спортсмены | Результат    | Место        | Результат     | Место         | Результат | Место     | Результат | Место | Итоговое место |
| ------------ | ---------- | ------------ | ------------ | ------------- | ------------- | --------- | --------- | --------- | ----- | -------------- |
| Спринт       | Милан Сабо |              |              |               |               |           |           |           |       |                |

Женщины
Спринт
| Соревнование | Спортсмены  | Квалификация | Квалификация | Четвертьфинал | Четвертьфинал | Полуфинал | Полуфинал | Финал     | Финал | Итоговое место |
| Соревнование | Спортсмены  | Результат    | Место        | Результат     | Место         | Результат | Место     | Результат | Место | Итоговое место |
| ------------ | ----------- | ------------ | ------------ | ------------- | ------------- | --------- | --------- | --------- | ----- | -------------- |
| Спринт       | Агнеш Симон |              |              |               |               |           |           |           |       |                |

### Шорт-трек
Мужчины
| Соревнование | Спортсмены        | Отборочный раунд | Отборочный раунд | Четвертьфинал | Четвертьфинал | Полуфинал | Полуфинал | Финал    | Финал     | Финал | Итоговое место |
| Соревнование | Спортсмены        | Результат        | Место            | Результат     | Место         | Результат | Место     | Название | Результат | Место | Итоговое место |
| ------------ | ----------------- | ---------------- | ---------------- | ------------- | ------------- | --------- | --------- | -------- | --------- | ----- | -------------- |
| 500 метров   | Виктор Кноч       |                  |                  |               |               |           |           |          |           |       |                |
| 500 метров   | Шандор Лю Шаолинь |                  |                  |               |               |           |           |          |           |       |                |
| 1000 метров  | Бенце Береш       |                  |                  |               |               |           |           |          |           |       |                |
| 1000 метров  | Виктор Кноч       |                  |                  |               |               |           |           |          |           |       |                |
| 1000 метров  | Шандор Лю Шаолинь |                  |                  |               |               |           |           |          |           |       |                |
| 1500 метров  | Бенце Береш       |                  |                  |               |               |           |           |          |           |       |                |
| 1500 метров  | Виктор Кноч       |                  |                  |               |               |           |           |          |           |       |                |
| 1500 метров  | Шандор Лю Шаолинь |                  |                  |               |               |           |           |          |           |       |                |